# マイク・ロックウッド
マイク・ロックウッド（Michael "John" Lockwood、1971年8月25日 - 2003年11月6日）は、かつてクラッシュ・ホーリー（Crash Holly）等のリングネームで活動したプロレスラー。カリフォルニア州アナハイム出身。

## 来歴
1996年プロレスデビュー。カリフォルニア地区のインディ団体活動後、1999年2月にWWFと契約し、その後は下部組織でトレーニングを続けた。8月にハードコア・ホーリーの従兄弟というギミックでデビュー。小柄であるが自らをスーパーヘビー級と称し、入場時には体重計を担ぎ歩き、「400ポンド（約180kg）以上でなきゃ戦わない」と大口を叩くエゴ系キャラクターであった。10月にはハードコア・ホーリーとのタッグでザ・ロック＆マンカインドから世界タッグ王座を奪取している。また、ハードコア王者を獲得した際に、「24時間365日、いつでもどこでも誰でも相手になってやる」と発言した事がきっかけとなり24時間ルールがWWEに採用され、空港やショッピングセンター、コインランドリーなど場所を問わず四六時中挑戦者に追い回されることとなる。
2000年10月にはモーリー・ホーリーと行動を共にし、テスト、アルバート、トリッシュ・ストラタスのユニット"T&A"と抗争。12月にはモーリー・ホーリーの援護もありウィリアム・リーガルからヨーロピアン王座を奪取するが、その2日後にリーガルに奪われている。以降はハードコア・ホーリーと共にタッグ戦線やハードコア戦線で活動した。
2002年のブランド分割により、RAWの所属となるが後にSmackDown!へと活動の場を移す。SmackDown!では主にクルーザー級層専門での活動となった。マット・ハーディがカリスマギミックに転身すると、シャノン・ムーアと共にエムエファー（マット信者）となり、マットの試合には必ずといっていいほどシャノンと共にセコンドに付き、レフェリーの死角で小細工や介入をするヒールを演じた。
2003年6月にWWEとの契約が切れ退団。退団後はTNAやインディー団体に参戦していた。同年11月6日、スティーブン・リチャーズ宅で行われたホームパーティーで嘔吐物を喉に詰まらせ死去した。リング上でのキャラクター同様、憎めない人柄から多くのレスラーに悲しまれ、レイヴェンは追悼として体に"CRASH"とマイクのリングネームのペイントを施して試合に出場した。

## 得意技
- ホーリーコースト / クラッシュ・ランディング / ボトム・フィーダー

スタイルズ・クラッシュと同型だが、公開はクラッシュの方が早い。
- トルネードDDT
- ヘッドシザーズ・ホイップ

## 獲得タイトル
WWE
- WWFライトヘビー級王座：1回
- WWF世界タッグ王座：1回（w / ハードコア・ホーリー）
- WWFハードコア王座：22回
- WWFヨーロピアン王座 ：1回

## 入場曲
- Slow Death
- System Crash